# Megachile reicherti
Megachile reicherti är en biart som beskrevs av Brauns 1929. Megachile reicherti ingår i släktet tapetserarbin, och familjen buksamlarbin. Inga underarter finns listade i Catalogue of Life.